# Psiloscelis perpunctata
Psiloscelis perpunctata är en skalbaggsart som först beskrevs av J. L. Leconte 1880.  Psiloscelis perpunctata ingår i släktet Psiloscelis och familjen stumpbaggar. Inga underarter finns listade i Catalogue of Life.